# Exterminad a todos los salvajes
Exterminad a todos los salvajes es una miniserie documental sobre el colonialismo y los genocidios occidentales, dirigida y narrada por Raoul Peck. Consta de cuatro episodios y se estrenó en Estados Unidos el 7 de abril de 2021 en HBO. En el Reino Unido se estrenó el 1 de mayo de 2021 en Sky Documentaries .
Se basa en tres libros: Exterminad a todos los salvajes, de Sven Lindqvist; Silenciando el pasado: El poder y la producción de la Historia, de Michel-Rolph Trouillot; y La historia popular indígena de Estados Unidos, de Roxanne Dunbar-Ortiz.  Los distribuidores son HBO Documentales, Velvet Film, Sky Documentaries y ARTE France.

## Resumen
La serie sigue la colonización y los múltiples genocidios, y el efecto de ambos, junto con el imperialismo y la supremacía blanca.

### Capítulo 1
En el estreno de la serie, "La inquietante confianza de la ignorancia", el cineasta Raoul Peck se propone iluminar las corrientes entrelazadas de odio e intolerancia que atraviesan la historia. Centrándose en el legado de Estados Unidos como potencia colonial, explora cómo se institucionalizó el concepto de raza por primera vez, el programa nazi de "eliminación" y sus antecedentes en Occidente, y el saqueo del continente africano en un "pacto de caballeros". Según Raoul Peck, "es una historia difícil de contar porque es algo que todavía está ocurriendo".
La idea central es mostrar cómo Europa creó la idea de su propia superioridad para justificar la expansión colonial y la ocupación de otros territorios.  Cuenta cómo el sistema escolar muchas veces ignora o minimiza los hechos violentos del pasado colonial. Habla de cómo, durante siglos, la historia enseñada en los países europeos mostró la colonización como una misión civilizadora, mientras ocultaba la violencia, el saqueo y la destrucción cultural que realmente ocurrieron.
Una parte importante del capítulo se enfoca en cómo se construyó el concepto de raza. Se muestra como científicos, políticos y escritores en Europa desarrollaron teorías para clasificar a los seres humanos y decir que algunos grupos eran superiores a otros, bajo el supremacismo blanco. Estas ideas luego se usaron para justificar la esclavitud, el trabajo forzado y el dominio sobre otros pueblos. 
También se revisa el papel de personajes históricos como Cristóbal Colón y otros exploradores. El episodio muestra que su llegada a América no fue simplemente un "descubrimiento", sino el inicio de un proceso largo de explotación y muerte para las poblaciones indígenas, una política planificada con beneficios económicos claros para los países europeos.
Además, se introduce el concepto de “silenciamiento histórico”: cómo ciertos hechos o voces han sido borrados o minimizados en los relatos oficiales. Se plantea que esto no fue un error, sino parte del mismo sistema que necesitaba justificar la colonización. También se explora cómo la cultura popular —libros, películas, escuelas— ha ayudado a mantener estas versiones parciales de la historia.

### Capítulo 2
En el segundo episodio, "Quién es Colón", Peck revisa las historias de Cristóbal Colón, la batalla de El Álamo y el sendero de lágrimas desde una perspectiva indígena, mostrando cómo quienes están en el poder moldean la historia "oficial" y cómo la solidifican el mito y la cultura popular. Muestra historias alternativas donde se intercambian los roles entre occidentales y los demás para poner al espectador en una posición quizás incómoda. A continuación, examina la "doctrina del descubrimiento" utilizada para justificar la esclavitud de millones de africanos e indígenas y cuestiona su propia historia dentro de estas narrativas.
Uno de los momentos clave que se menciona es la Conferencia de Berlín de 1884–85, donde las potencias europeas se reunieron para repartir África entre ellas sin consultar a las poblaciones locales.
Peck utiliza mapas históricos para mostrar cómo los europeos trazaron fronteras sobre territorios que no conocían, basándose en intereses económicos y políticos. Esto tuvo consecuencias graves para los pueblos africanos, ya que esas nuevas divisiones no respetaban culturas, lenguas ni formas de organización tradicionales.
El capítulo también trata sobre el papel de la educación, la religión y la ciencia en este proceso. Por ejemplo, se enseñaba que los europeos eran “más civilizados” y tenían el deber de gobernar a los demás. Se analiza también cómo los misioneros y las escuelas ayudaron a difundir esa idea, mientras se imponían nuevas religiones y se eliminaban prácticas culturales locales.
Además, se aborda cómo el uso de la violencia fue constante en la expansión colonial. El poder militar europeo fue clave para dominar territorios, suprimir resistencias y explotar recursos. A través de dramatizaciones y archivos visuales, se ve cómo esta violencia se consideraba parte natural del progreso civilizatorio en donde las razas inferiores estaban destinadas a desaparecer.

### Capítulo 3
En la tercera entrega de la serie, "Matar a distancia o ... cómo disfruté mucho la excursión", se analiza la migración humana, el comercio y el armamentismo, mostrando cómo los europeos utilizaron el acero industrializado para llevar a cabo la guerra a mayores distancias. Luego, se explora el ciclo interminable de militarización a lo largo de los siglos, desde los esfuerzos de George Washington para impulsar la fabricación de armas estadounidenses hasta la Doctrina Monroe y, finalmente, los horrores de Hiroshima y Nagasaki.
Peck muestra cómo, en muchos casos, los colonizadores usaron una combinación de violencia extrema, expulsiones, hambrunas y campos de concentración para controlar a las poblaciones locales. También se analiza cómo estos métodos fueron documentados y aceptados por las autoridades del momento como parte de la misión “civilizadora”.
Además, el capítulo examina cómo algunas ideas del colonialismo influenciaron más adelante a regímenes como el nazismo. Se mencionan textos y políticas que muestran similitudes entre el trato a pueblos africanos y las acciones posteriores contra judíos y otras minorías en Europa. Peck plantea que no se puede entender completamente los grandes crímenes del siglo XX sin mirar primero lo que ocurrió durante la colonización.  En occidente se atribuye falsamente la superioridad militar al supremacismo blanco, y se extiende la pseudociencia de la eugenesia desde Estados Unidos a Europa.
Otro punto importante es el silencio posterior sobre estos hechos. En muchos países, estos eventos no se enseñan en las escuelas ni se recuerdan oficialmente. El capítulo utiliza imágenes, citas y escenas dramatizadas para mostrar cómo la historia del genocidio colonial ha sido olvidada o minimizada.

### Capítulo 4
En el final de la serie, "Los colores brillantes del fascismo", Peck explora el desafío de reconciliar la verdadera historia de Estados Unidos con sus ideales de libertad y democracia, señalando la lucha por la representación indígena y el legado de la esclavitud en el racismo institucionalizado de hoy. Reflexionando sobre su tiempo en Berlín, Peck vincula el resurgimiento contemporáneo del nacionalismo blanco con el fascismo, la esclavitud, el colonialismo y el nazismo.
Peck analiza cómo los libros escolares, los monumentos, el cine y los medios de comunicación han transmitido una imagen parcial o incompleta del pasado colonial, el cual se concibe como una abstracción donde se llevó el progreso, la civilización y cultura fuera de occidente, aunque los medios para esto fueron cuestionables. Esto ha influido en cómo las personas entienden el presente y en cómo se justifican ciertas desigualdades actuales.
También se habla del racismo estructural que aún existe en muchas sociedades. Peck conecta los hechos del pasado con situaciones del presente, como la migración, las fronteras, la discriminación y la desigualdad económica.
Finalmente, el episodio propone que para avanzar como sociedad, es necesario revisar y enfrentar el pasado con honestidad. No se trata solo de recordar, buscar retribución o venganza, sino de realmente comprender el pasado, para prevenir la repetición de atrocidades.

## Reparto
- Raoul Peck como él mismo, el narrador
- Josh Hartnett como el colonizador
- Casia Ankarsparre
- Richard Brake
- Alex Descas
- Bakary Sangaré
- Denis Lyons
- Ettore d'Alessandro
- Habib Diakhaby
- Edward Arnold
- Sven Lindqvist (como el mismo)
- Roxanne Dunbar-Ortiz (como ella misma)

## Producción
Raoul Peck comenzó a trabajar en el proyecto después de que un ejecutivo de HBO accediera a producir un documental suyo sobre cualquier tema.
En febrero de 2020, se anunció que Raoul Peck dirigiría una serie documental de 4 episodios que gira en torno a la colonización y el genocidio para HBO, con HBO Documentary Films listo para producir, con Josh Hartnett listo para protagonizar escenas con guion.

## Recepción
El documental recibió críticas positivas de los críticos de cine. Tiene un 85 % de aprobación en el sitio web del agregador de reseñas Rotten Tomatoes, basado en 20 reseñas, con un promedio ponderado de 7.71 / 10. El consenso crítico del sitio dice: "Si bien Exterminad a Todos los Salvajes quizás incluye demasiado en su tiempo de ejecución limitado, sigue siendo un examen poderoso y necesario de los horrores del colonialismo y su impacto persistente en el mundo actual". En Metacritic, la serie tiene una calificación de 83 sobre 100, basada en 13 críticos, lo que indica "aclamación universal".